# Asilus fulvopterus
Asilus fulvopterus är en tvåvingeart som beskrevs av Geoffroy 1785. Asilus fulvopterus ingår i släktet Asilus och familjen rovflugor.
Artens utbredningsområde är Frankrike. Inga underarter finns listade i Catalogue of Life.